# Ошлапье
Ошлапье — деревня в Ленском районе Архангельской области. Входит в состав Урдомского городского поселения.

## География
Находится в юго-восточной части Архангельской области на расстоянии приблизительно 20 км на север по прямой от административного центра поселения поселка Урдома на левом берегу Вычегды.

## История
В 1585—1586 годах отмечался погост Ошляпье, на погосте — Дмитриевская и Варваринская церкви. В 1859 году здесь (деревня Яренского уезда Вологодской губернии) было учтено 13 дворов. В деревне имеется руинированная Сретенская церковь, построенная в первой половине XIX века, она является охраняемым памятником истории и культуры Архангельской области.

## Происхождение названия
Топонимическая легенда связывает название деревни с колдуном Ошлапеем (Медвежьелапым), героем коми-зырянского предания о Стефане Пермском. Деревня якобы возникла на месте могилы колдуна.

## Население
Численность населения: 77 человек (1859 год), 11 (русские 100 %) в 2002 году, 5 в 2010.